# 晨早新聞
《晨早新聞》（英語：Morning News），香港電視廣播有限公司新聞及資訊部製作的新聞資訊節目，逢星期日早上於旗下頻道無綫新聞台播出。
香港其他電視台同類節目有香港有線電視（已停播）、HOY資訊台的《有線新聞》及Now TV、ViuTV的《Now早晨》（ViuTV稱為《早晨新聞》）。

## 播出時間
- 2021年7月24日至8月8日：2020東京奧運期間，於無綫新聞台原《香港早晨》及《星期日香港早晨》時段播出。
- 2021年11月7日：接替原《星期日香港早晨》，固定於逢星期日06:00-09:00播出；此安排與《星期日香港早晨》開播前逢星期日播出的《無綫早晨》相同。

## 設有內容
- 本地及國際新聞（節目的第一部份）
- 社評摘要（節目的第一、二部份）
- 報章要聞（節目的第一、二部份）
- 體育新聞（節目的第二部份）
- 本地天氣（節目的第二部份結尾）
- 天氣報告（節目的第二部份結尾）

## 腳註
1. ↑  ViuTV（06:00-08:00時段）